# Terra Rosa
Terra Rosa è il quinto album in studio del cantautore statunitense Jace Everett, pubblicato il 23 luglio 2013 dalla casa discografica Haywood Group Productions.
Il genere dell'album è prevalentemente country, con qualche influenza folk.

## Tracce

### Edizione standard
1. In The Garden 4:44
2. No Place To Hide 3:03
3. Lloyd's Summer Vacation 4:23
4. Beyond The Wall 4:13
5. Pennsylvania 3:50
6. The Great Fish 3:43
7. Rise Up 4:36
8. Love Cut Me Down4:10
9. Like A Song 3:44
10. Saphira 3:03
11. Pretty Good Plan 3:07